# Weißohrturako
Der Weißohrturako (Menelikornis leucotis, Synonym: Tauraco leucotis), auch Weißwangenturako genannt, ist ein Vogel aus der Familie der Turakos, der im Hochland von Äthiopien und im nordwestlichen Eritrea vorkommt.

## Merkmale
Der Weißohrturako erreicht eine Gesamtlänge von 42 bis 43 Zentimeter und ein Gewicht von 200 bis 315 g. Der vordere Kopfbereich, der Hals, die Brust und der Rücken sind grün. Die Federhaube auf dem Kopf, die Oberseite der Flügel und der Schwanz sind blau. Die Handschwingen sind rot. Die Augen sind braun und von einem unbefiederten rötlichen Ring umgeben. Die Nasenlöcher werden größtenteils von grünen Federn verdeckt. An den Seiten des Halses befinden sich die namensgebenden halbmondförmigen weißen Flecke. Der Schnabel ist rot, die Beine und die Füße sind schwarz. Jungvögel ähneln den ausgewachsenen.

## Lebensraum und Lebensweise

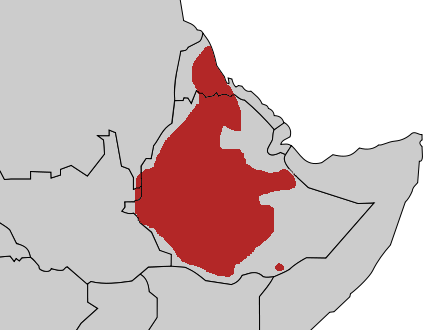
Das Verbreitungsgebiet des Weißohrturakos

Der Weißohrturako lebt in Äthiopien in Bergwäldern in Höhen von 2200 bis 3200 Metern, im Tal des Omo auch in Galeriewäldern in Höhen von 850 Metern und in Eritrea in dichten Wäldern hinunter bis 900 Meter. Die Bergwälder sind vor allem von Steineiben und Wacholder geprägt, und die Beeren dieser Pflanzen sind auch die wichtigste Nahrung der Art. Im größten Teil des Verbreitungsgebietes ist der Weißohrturako ein Standvogel. Der Ruf wird als Folge krächzender Laute mit einem rhythmischen Aufbau beschrieben. Typischerweise folgen auf zwei oder drei lange einleitende Töne 2 bis 5 schnelle kurze, dann 10 bis 12 härtere Töne in einem gleichmäßigen Tempo. Auch einen schrillen rasselnden Alarmruf können die Vögel von sich geben.
In Eritrea brütet der Weißohrturako im April in Äthiopien von Juni bis November. Das Nest wird 7 bis 10 Meter über dem Erdboden errichtet und ist ein lockerer, hoher Haufen aus dünnen Zweigen mit einer leichten Delle auf der Oberseite. Das Gelege besteht aus zwei Eiern, die 22 bis 23 Tage lang von beiden Eltern bebrütet werden. Die geschlüpften Nestlinge haben ein schwarzes Daunengefieder. 18 bis 19 Tage nach dem Schlupf beginnen sie das Nest zu verlassen und auf den nahen Zweigen zu klettern. 25 bis 26 Tage nach dem Schlupf können sie fliegen.

## Systematik
Der Weißohrturako wurde 1835 durch den deutschen Afrikaforscher Eduard Rüppell erstmals wissenschaftlich beschrieben. Er gehörte früher zur Gattung der Helmturakos (Tauraco), wurde 2020 jedoch zusammen mit dem Ruspoliturako (Menelikornis ruspolii) in die Gattung der Menelikornis überführt, die 1947 durch den deutscher Ornithologen Hans von Boetticher eingeführt wurde.
Es werden zwei Unterarten unterschieden:
- Menelikornis leucotis leucotis, vom westlichen Eritrea quer durch das äthiopische Hochland bis Sidamo im Süden und auf dem Boma-Plateau im Südsudan. T. l. leucotis hybridisiert in freier Natur mit dem Ruspoliturako.
- Menelikornis leucotis donaldsoni, kommt im südöstlichen äthiopischen Hochland vor.

## Gefährdung
Der Bestand des Weißohrturakos wird von der IUCN als ungefährdet eingeschätzt. Die Art hat ein relativ großes Verbreitungsgebiet und ist in den Steineiben- und Wacholderwäldern des äthiopischen Hochlands recht häufig.